# مذبحة الزومبي (فلم)
مذبحة الزومبي أو مجزرة الزومبي (بالإنجليزية: Zombie Massacre) هو فيلم رعب تم إنتاجه في إيطاليا وكندا وألمانيا والولايات المتحدة وصدر سنة 2013 بطولة دانيال فيفيان وأوفي بول.

## القصة
عندما تبدأ حكومة الولايات المتحدة في تجربة سلاح جرثومي في بلدة صغيرة في أوروبا الشرقية ، تحدث كارثة ينتشر فيها السلاح تأثيره على مواطني المنطقة ، ويحولهم إلى كائنات زومبي متحولة. للتستر على الحادث وجعله يبدو وكأنه انهيار نووي لمحطة طاقة في المنطقة ، يأمر الرئيس الأمريكي بإرسال فريق من المرتزقة للقضاء على الوباء.

## وصلات خارجية
مقالات تستعمل روابط فنية بلا صلة مع ويكي بيانات